# ماریا مجارستان ملکه ناپل
ماریا مجارستان ملکه ناپل (انگلیسی: Mary of Hungary, Queen of Naples؛ 1257 – ۲۵ مارس ۱۳۲۳ (۶۶ سال)) ملکه اهل ناپل بود.وی دختر ایشتوان پنجم و همسر شارل دوم ناپل و مادر بلانش آنجو ورابرت ناپل بود.